# Storstrømmen
Storstrømmen é um corpo de água da Dinamarca. É um estreito que separa as ilhas Falster e Zelândia. A profundidade máxima é de 36 m e tem cerca de 10 km de comprimento. É atravessado pela ponte de Storstrøm, que liga as ilhas Falster e Masnedø.

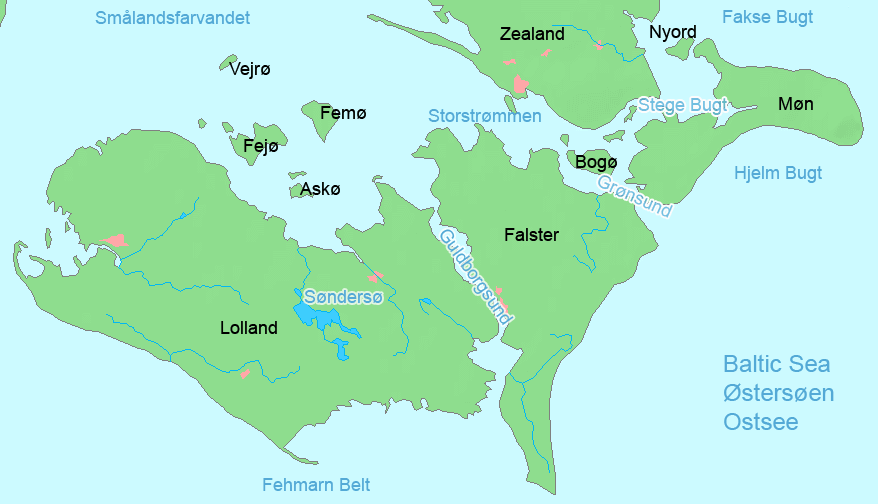
As ilhas na parte sul do Smålandsfarvandet.